# Holobiont
Der Holobiont oder das Gesamtlebewesen ist ein biologisches System, das aus einem eukaryoten Wirtsorganismus und einer Mehrzahl mit diesem eng zusammenlebenden prokaryoten Arten besteht. Der Ausdruck Holobiont ist aus griechischen Elementen zusammengefügt: Hólos <όλος> alles, ganz, gesamt; bíos <βίος> Leben; óntos <όντος> Seiendes, Wesen. Das Wort führte 1991 die Biologin Lynn Margulis ein.
Die aktuelle Forschung in den Lebenswissenschaften legt nahe, dass alle Eukaryoten mit ihnen förderlichen Prokaryoten (Bakterien und Archaeen), möglicherweise unter Einschluss der Viren, eine Lebensgemeinschaft bilden, vielfach sogar auf sie angewiesen sind. Die symbiotisch funktionale Lebensform ist nicht als Ausnahme, sondern als allgemeine Erfordernis zu verstehen. Holobionten sind also mehrteilige ökologische Einheiten. Das Genom des Holobionten besteht aus den Genomen des Wirts und seiner Symbionten, also aus mehreren Genomen; es wird auch als Hologenom bezeichnet. Einen Holobionten als Metaorganismus zu bezeichnen drückt aus, dass in Zusammenhang mit dem großen Organismus, oft in dessen Innerem, etwa im Verdauungstrakt, ein Mikrobiom existiert: sein eigentümlicher Mikroben-Komplex. Arten des Mikrobioms können auch als freilebende Organismen existieren und jeweils individuell aus der Umwelt aufgenommen werden. Oft handelt es sich aber um spezialisierte Symbionten, die abseits ihres Wirts nicht mehr vorkommen, allein nicht mehr lebensfähig sind. Diese enge Lebensgemeinschaft kann, im Zuge einer Symbiogenese, bis zur Integration des Symbionten in seinen Wirtsorganismus fortschreiten.
Der Begriff „Holobiont“ enthält das Zusammenwirken verschiedener Arten, was ihn vom Begriff „Superorganismus“ unterscheidet, in dem Individuen derselben Art zusammen leben. Beispiel: Bienenstaat; auch dessen Individuen besitzen ihr eigenes Mikrobiom.

## Neue Einsicht
Die großen Lebewesen mit ihrem Bestand an Bakterien und Viren als Gesamtlebewesen zu sehen, ist in Einzelfällen seit langem bekannt, in seiner universellen Verbreitung aber durch die Techniken der fortgeschrittenen DNA-Sequenzierung klar geworden. Dadurch werden die einzelnen Genomkomponenten in Hologenomen sichtbar: Die stammesgeschichtliche Entwicklung von Pflanzen und Tieren war vermutlich auf Symbiose mit Mikroorganismen angewiesen. Die Mehrzahl der Bakterien und auch der Viren ist selten schädlich, sie hilft viel eher, Anatomie und Physiologie zu gestalten oder zumindest zu modulieren.
Die Säugetiere machen in der beschriebenen Hinsicht keine Ausnahme. Auch der Mensch ist ein Holobiont. Sein Mikrobiom beeinflusst beispielsweise das Nervensystem und die persönliche Individualität. Wer durch vaginale Geburt zur Welt gekommen ist, hat sein Mikrobiom von der Mutter mitbekommen, und zwar Stämme der Actinobacteria und Bacteroidia. Die im mütterlichen Darm vorherrschenden Clostridien wurden bei Babys jedoch nicht beobachtet. Kaiserschnitt-Babys können über einen Vaginalabstrich das mütterliche Mikrobiom als Erstausstattung erhalten.
Säuger, die sich extrem einseitig ernähren, sind auf die Hilfe ihres Mikrobioms unbedingt angewiesen. Ein dramatisches Beispiel sind die Vampirfledermäuse, die ausschließlich Blut zu sich nehmen. Dessen Trockenmasse besteht zu 93 % aus Proteinen und nur zu etwa 1 % aus Kohlenhydraten. Die aufwändigen Untersuchungen am Gemeinen Vampir fanden Aufmerksamkeit im Qualitätsjournalismus. Entsprechende Lebensgemeinschaften sind auch von anderen hämatophagen Tierarten bekannt. Sie sind bei Arten mit einseitig zusammengesetzten Nahrungssubstraten weit verbreitet und können aus zahlreichen Arten bestehen. Gut erforscht ist etwa die Lebensgemeinschaft im Enddarm der holzfressenden Termiten.

## Modelle der Holobiose

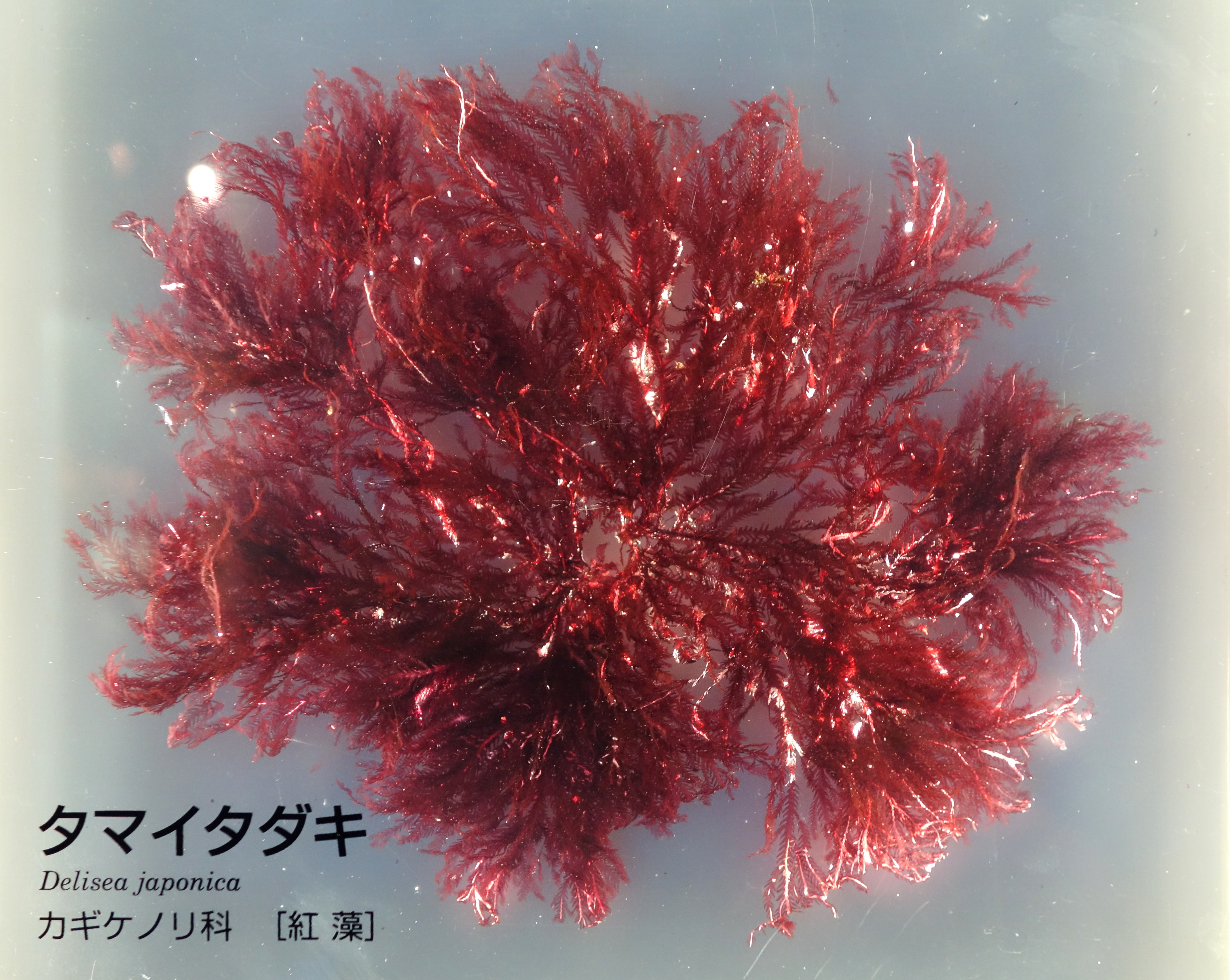
Delisea pulchra, auch synonym: D. japonica – National Museum of Nature and Science, Tokio

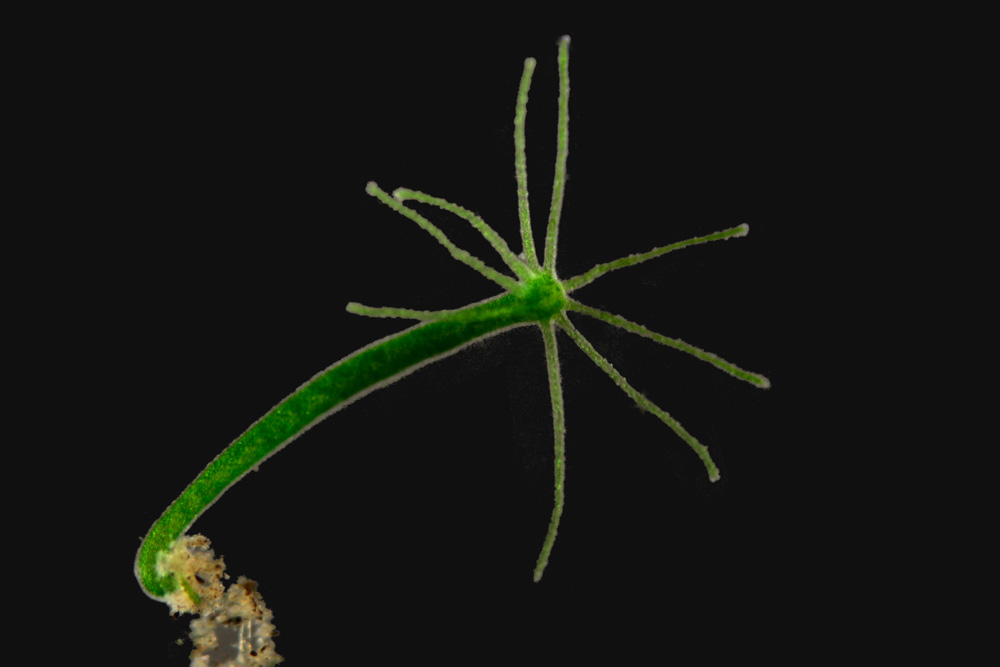
Mikrofoto vom Süßwasserpolyp: Hydra viridissima

Um das Wie und Warum der Gesamtorganismen zu ergründen, empfehlen sich Beobachtungen und Versuche an einfach gebauten Eukaryoten, die zudem im Labor leicht zu halten sind. Schwämme erfüllen solche Bedingungen.
Caulerpa taxifolia ist eine eingeschleppte und deswegen unbeliebte Grünalge im Mittelmeer. Sowohl die Alge als auch ihre symbiontischen Bakterien variieren nur wenig. Das beschränkte Hologenom sei für den Rückgang im Mittelmeer verantwortlich. Anders im südlichen Australien, wo sich dieser Holobiont wegen seiner abwechslungsreichen genetischen Zusammensetzung hält. Der Stoffwechsel der Bakterien fördert Anpassungs- und Wettbewerbsfähigkeit des Konsortiums.
Vor den Küsten Australiens und Japans wächst die rote Delisea pulchra. Erstmals kamen Bakteriophagen und andere Viruspartikel in dieser Großalge im Transmissionselektronenmikroskop zum Vorschein. Mit Sequenzieren der Nukleinsäuren wurden Gruppen von Viren mit doppelsträngiger RNA nachgewiesen, die zur Gattung Totivirus gehören. Außerdem wurde ein Virus mit einzelsträngiger RNA aus der Ordnung Picornavirales identifiziert.
Erste Untersuchungen am Mikrobiom von Sphagnum fanden methanotrophe, phototrophe und Stickstoff bindende Bakterien, von deren Stoffwechselprodukten das Torfmoos als Wirt profitiert. Solche Forschung ist ökologisch wichtig, weil Sphagnum weltweit, besonders in nördlichen Torfsystemen, ein gewichtiges Lager für Kohlenstoff darstellt. Als Modell ist das Moos für Experimente geeignet, weil es auch bei Laborbedingungen wächst.
Unter den Hydrozoen kommt den Süßwasserpolypen eine Vorreiterrolle zu. Ihre Glykokalyx und Schleimhülle sind eine chemisch-physikalische Barriere, die Mikroben beherbergt. Dieser Teil des Mikrobioms steht mit dem Polypen in Wechselbeziehung. Ungewöhnliche Pilzinfektionen sind die Folge, wenn Hydra die Bakterien fehlen. Eine weitere Behinderung wurde bei keimfreien Polypen festgestellt: ihr sonst regelmäßiges Pulsieren gerät außer Takt, die Pulsfrequenz nimmt ab.

## Holobiomik
Die Holobiomik ist die wissenschaftliche Analyse einer Lebensgemeinschaft von Holobionten, bei der der Schwerpunkt auf den Verbindungen zwischen ihren Bestandteilen im Rahmen der vorherrschenden Umweltbedingungen und nicht auf den einzelnen Teilen liegt. Der wissenschaftliche Ansatz für diesen neuen Forschungsbereich beruht auf dem Konzept des Holismus. Die Holobiomik zielt darauf ab Holobionten eines Systems, ihre Eigenschaften und die Wechselwirkungen zwischen den symbiontischen Partnern in ihrer Gesamtheit zu untersuchen. 
Der Ausdruck Holobiomik ist aus griechischen Elementen zusammengefügt:
Hólos <όλος> alles, ganz, gesamt; bíos <βίος> Leben mit der Endung -om (Biom); und dem Suffix -omik (-ομική, weiblich), das Teilgebiete der modernen Biologie kenntlich macht, die sich mit der Charakterisierung und Quantifizierung der Gesamtheit ähnlicher Einzelelemente beschäftigen, um Rückschlüsse auf die Struktur, Funktion und Dynamik eines Systems zu erlangen.
Um die Eigenschaften und Interaktionen der Symbiosepartner und Organismen zu bestimmen, werden in der Regel Techniken der Molekularbiologie, Ökologie und Modellierung verknüpft.